# کرسپانو دل جراپا
کرسپانو دل جراپا (به ایتالیایی: Crespano del Grappa) یک کومونه در ایتالیا است که در استان ترویزو واقع شده‌است.

## خصوصیات
کرسپانو دل جراپا ۱۷ کیلومترمربع مساحت و ۴٬۷۶۷ نفر جمعیت دارد و ۳۰۰ متر بالاتر از سطح دریا واقع شده‌است.

## خواهرخوانده
شهر فولسوم، کالیفرنیا خواهرخواندهٔ کرسپانو دل جراپا هست.